# Renato Einaudi
Renato Einaudi (Torino, 4 luglio 1909 – Pisa, 14 settembre 1976) è stato un matematico e fisico italiano.

## Biografia
Nipote di Luigi Einaudi, 
laureato in Fisica a Torino nel 1931 e subito trasferito a Roma, fu segretario aggiunto del Comitato per la Fisica del C.N.R. e lavorò sotto la guida di Enrico Fermi (1901-1954). 
Nell'anno accademico 1932-33, vinta una borsa di studio, si dedicò a studi di Meccanica teorica sotto la guida di Tullio Levi-Civita. 
In seguito, usufruendo del premio Fano, studiò a Parigi sotto la direzione di Jacques Hadamard e poi ancora a Roma, dove nel frattempo era diventato assistente presso l'Istituto Nazionale per le Applicazioni del Calcolo. 
In questo periodo collaborò attivamente con Giulio Krall alla stesura di un famoso trattato di “Meccanica delle vibrazioni”. 
Ottenuta nel 1935 la libera docenza in Meccanica razionale, tenne per incarico a Messina i corsi di Meccanica razionale e Fisica matematica. 
L'anno successivo vinse il concorso a cattedra e fu professore a Messina (1936), a Modena (1937) e infine a Torino (1938), prima alla Facoltà di Scienze (dal 1938 al 1961) e poi al Politecnico (1961-64). 
Dall'anno accademico 1964-65 si trasferì alla Facoltà d'Ingegneria di Pisa, tenendo anche per incarico il corso di Istituzioni di Fisica matematica presso la Facoltà di Scienze. 
Fu socio dell'Accademia Peloritana di Messina e, dal 1940, dell'Accademia delle Scienze di Torino.

## Gli anni di Torino
Grazie al suo impegno si ripristinò la disponibilità della Casa dello studente a Torino, che essendo stata usata come ospedale durante la guerra si trovava in condizioni di abbandono. Renato Einaudi ne divenne commissario straordinario e ne seguì l'attività. Oggi la ex "casa dello studente" è stata ribattezzata "Collegio universitario Renato Einaudi".

## Contributi scientifici
Fra i suoi risultati scientifici meritano di essere segnalati quelli conseguiti in uno studio sulle onde di Love e quelli sulle onde epicentrali del tipo di Rayleigh. Ancora più importanti sono i suoi risultati nello studio di problemi di stabilità, sia per sistemi discreti che per sistemi elastici.